# Alaska-malamute
De alaska-malamute is een hondenras. Deze sledehond is vernoemd naar een Inuitstam in Alaska, de Mahlemuts. Het ras wordt al generaties lang gebruikt voor het trekken van sleden met zware vrachten. De alaska-malamute behoort tot de rasgroep poolhonden en oertypen en de sectie sledehonden.

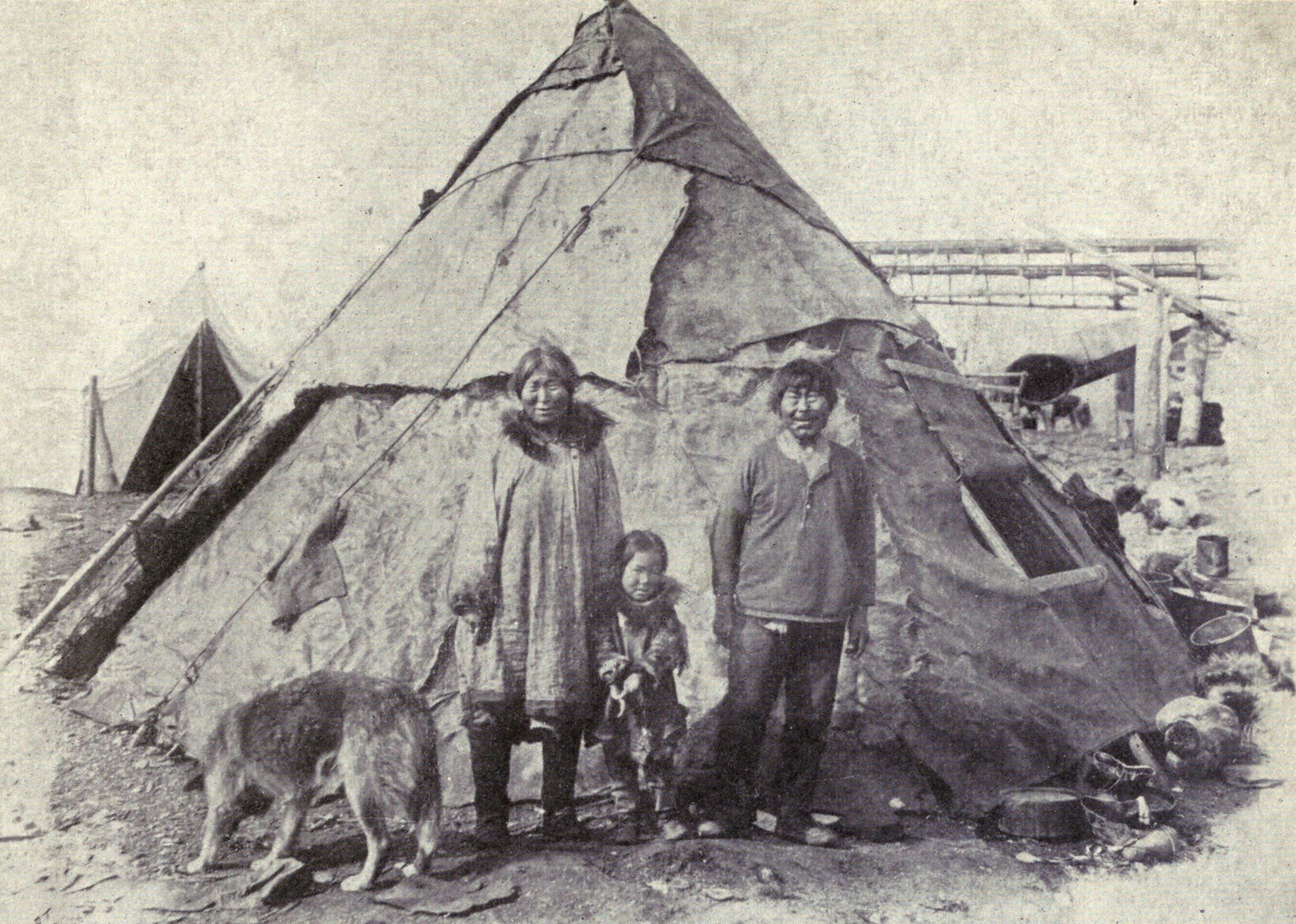
Inuitfamilie met malamute, 1915

De malamute is aanhankelijk, vriendelijk, lief voor kinderen, intelligent en eigenzinnig. De malamute is echter voornamelijk gefokt om te overleven en is een eigenzinnige hond die moeilijk kan worden afgericht. Zijn karakter is ingesteld om te overleven, ofwel: eerst ik, dan jij. Andere dieren worden als prooi gezien, de malamute heeft zijn overlevingsdrang nog diep in zich zitten net als zijn jachtinstinct. Veel jagende honden rennen hooguit achter een vogeltje of kat aan, maar malamutes en husky's staan qua instinct dichter bij de wolven. Voor sommige van hen geldt dat ze dieren bejagen, doden en opeten zodra de kans zich voordoet. Als de malamute eenmaal wild ruikt of ziet, heeft hij de neiging om erachteraan te gaan. Doch, als je deze hond op jonge leeftijd laat kennismaken met andere huisdieren zullen er zich geen problemen voordoen.
Een uur intensief bewegen per dag is noodzakelijk, een eigenaar die weinig tijd en energie kan steken in de opvoeding en de behoefte aan veel beweging niet heeft is daarom niet geschikt voor dit ras. De malamute kan ook moeilijk alleen thuisblijven, of het moet van jongs af aan zijn aangeleerd.
Wanneer puppy's van jongs af aan mee naar het bos worden genomen, kan men hen leren dat ze hun eigenaar in de gaten moeten houden, en niet andersom. Puppy's van de alaska-malamute zijn, net als pups van alle honden, afhankelijk van de eigenaar en zullen niet snel weglopen.
Enkele aandoeningen die bij dit ras voorkomen zijn heupdysplasie en grijze staar.
Akita ·
Amerikaanse akita ·
Alaska-malamute ·
Basenji ·
Canaänhond ·
Canadese eskimohond ·
Chowchow ·
Cirneco dell'Etna ·
Eurasiër ·
Europese sledehond ·
Faraohond ·
Finse lappenhond ·
Finse spits ·
Groenlandse hond ·
Hokkaido ·
IJslandse hond ·
Jämthund ·
Japanse spits ·
Kai ·
Karelische berenhond ·
Keeshond ·
Kintamanihond ·
Kishu ·
Koreaanse jindohond ·
Lapinporokoira ·
Mexicaanse naakthond ·
Noorse buhund ·
Noorse elandhond ·
Noorse lundehond ·
Norrbottenspets ·
Oost-Siberische laika ·
Peruaanse naakthond ·
Podenco canario ·
Podenco ibicenco ·
Podengo Português ·
Russisch-Europese laika ·
Samojeed ·
Shiba ·
Shikoku ·
Siberische husky ·
Taiwandog ·
Thai Bangkaew Dog ·
Thai ridgebackdog ·
Västgötaspets ·
Volpino italiano ·
Westsiberische laika ·
Yakut laika ·
Zweedse lappenhond